# 自旋倾斜
一些反铁磁材料在接近绝对零度的温度下表现出非零磁矩。这种效应归因于自旋倾斜，通过这种现象，自旋绕其轴线倾斜一个小角度而不是精确地共线。 

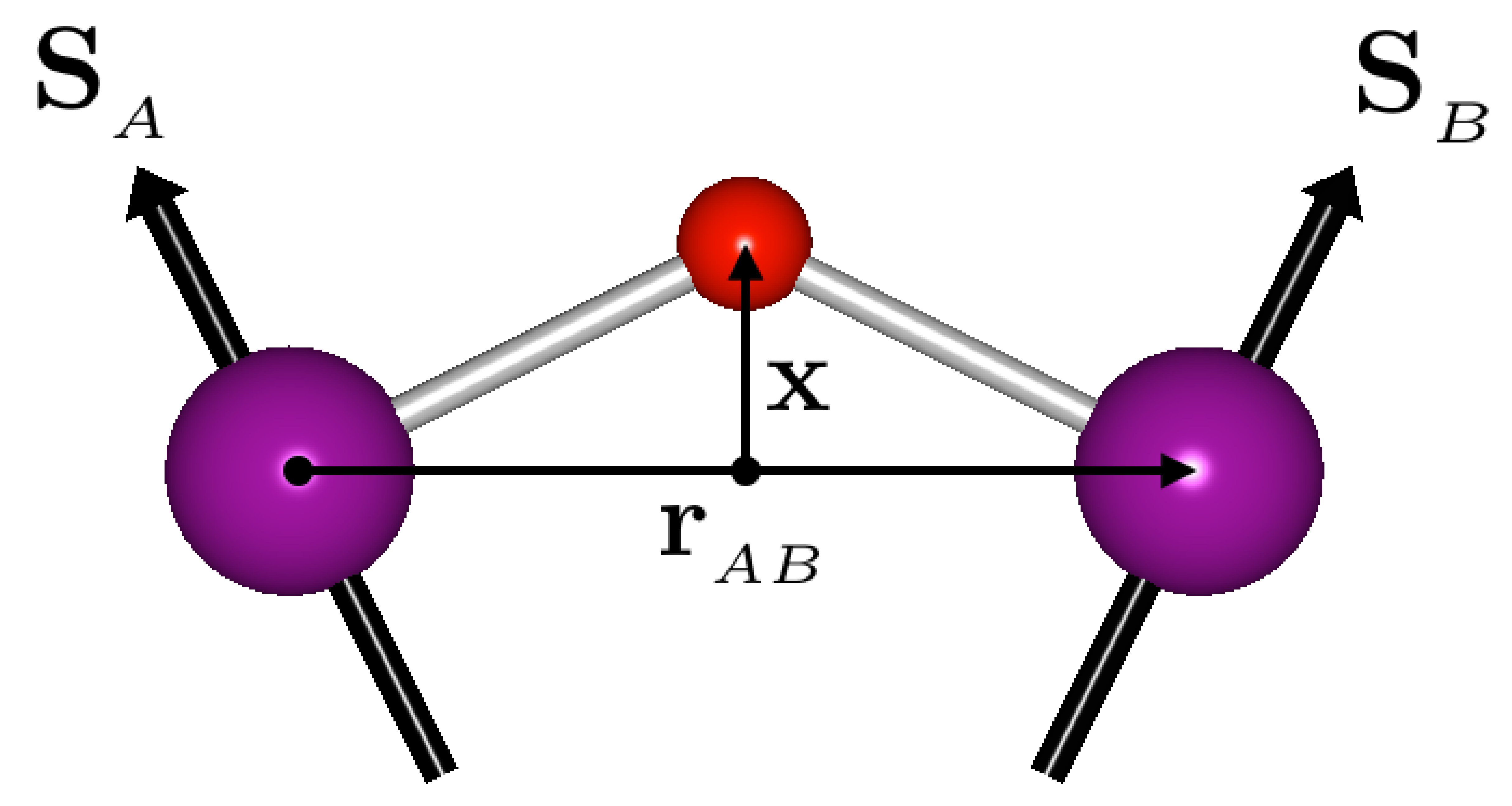
反对称的交流将对准转互相垂直的

自旋倾斜是由于两个因素相互竞争形成的：各向同性交换将使自旋反平行，而由相对论效应（自旋轨道耦合）引起的反对称交换将使自旋彼此呈90°。 其最终结果是形成了一个微小的扰动，而其程度取决于所受的影响的相对强度。
在许多族群中可以观察到这种效应，如赤铁矿。